# Teodomir (rei franc)
Teodomir (també Theudomir) va ser un rei franc. Era fill de Ricomer i la seva esposa Ascila. El seu pare possiblement s'identifica amb el comandant romà d'aquest nom, en aquest cas Teodomir hauria estat cosí d'Arbogast.
No se sap gaire d'ell. Segons Gregori de Tours, va esclatar una guerra entre els francs i els romans en algun moment desconegut després de la caiguda de l'emperador usurpador Joví (411–413), que havia rebut el suport dels francs. El rei Teodomir i la seva mare Ascila van ser executats a cops d'espasa durant una revolta franca que va veure l'aparició dels "reis de cabells llargs", potser durant la campanya de Castinus l'any 420. Es creu que el regnat de Teodomir és anterior al del rei Clodió, i la Crònica de Fredegari fa de Clodió el seu fill.